# Кальета (район, Азорские острова)
Кальета (порт. Calheta) — район (фрегезия) в Португалии, входит в округ Азорские острова. Расположен на острове Сан-Жорже. Является составной частью муниципалитета Кальета. Население составляет 1249 человек на 2001 год. Занимает площадь 18,98 км².
Покровителем района считается Святая Катарина (порт. Santa Catarina).